# Демократическая партия (Республика Корея, 2008)
«Демократическая партия» (кор. 민주당) — либеральная политическая партия Республики Корея. С момента своего основания в 2008 году она была главной оппозиционной партией в 18-м Национальном собрании.

## История
18 августа 2007 года делегаты «Йоллин Уридан» решили распустить партию и слиться с недавно созданной либеральной «Великой объединённой новой демократической партией». Спустя год «Великая объединённая новая демократическая партия» объединилась с «Демократической партией» и «Центристско-реформистской демократической партией» 17 февраля 2008 года, чтобы сформировать «Объединенную демократическую партию». В июле 2008 года партия сменила название на «Демократическую партию».
На местных выборах 2010 года «Демократическая партия» одержала победу, получив восемь мэров и губернаторов, включая пост мэра Инчхона.
16 декабря 2011 года «Демократическая партия» объединилась с малочисленной «Объединённой гражданской партией» и образовала «Объединённую демократическую партию». Корейская конфедерация профсоюзов также участвовала в формировании новой партии.

## Результаты на выборах
| Выборы | Мест получено | Голосов   | % голосов | Результат             | Статус    | Лидер кампании |
| ------ | ------------- | --------- | --------- | --------------------- | --------- | -------------- |
| 2008   | 81 из 299     | 4 313 645 | 25,2%     | ▼55 мест; Меньшинство | Оппозиция | Сон Хак Кю     |